# 公正評論
公正評論或公允評論（Fair Comment）是在誹謗案中被告人常用的辯護理由，即被告人的問題說話是被告人真心相信是建基於事實，亦符合公眾知情權；比方說，有報刊發佈消息，說某城中名人到處留情，其後遭名人訴諸法庭，告以誹謗罪名，報刊可以辯稱它說的是公正評論，因為名人曾對外宣稱他在內地和台灣都有女朋友，而身為名人，他的行為公眾有知情權。
在香港，最有里程碑意義的案件是謝偉俊訴鄭經瀚一案，香港終審法院非常任法官李啟新勳爵（Lord Nicholls）說公正的評論應稱為誠實的評論，如果被告人能夠給法院證明他的言論是建基於誠實的信念，根據他當時所知道的發表，他就不應該承擔責任。在另一個香港終審法院案例中，烈顯倫常任法官也說過，如果評論是為了公眾利益，而誠實地說出一個社會人士普遍關心的問題，即使帶有誇張，亦可以接受。

## 案例
「鄭經翰、林旭華對謝偉俊」（Albert Cheng and Another v. Tse Wai Chun Paul）
2000年，謝偉俊控告鄭經翰及林旭華案，終審法院為公允評論下了定義，其中一項重點是，評論是否關乎公眾利益；是否基於事實。

## 來源
1. ↑  律師：公允評論不構成誹謗 （页面存档备份，存于），蘋果日報，2010-11-02。

- 牛津法律字典

## 外部連結
- 香港浸會大學新聞系助理教授甄美玲《特區終審法院與「一國兩制」下的「發表自由」》 （页面存档备份，存于）